# 黑口蛇綿鳚
黑口蛇綿鳚，為輻鰭魚綱鱸形目绵鳚亞目绵鳚科的其中一種，分布於西南大西洋的阿根廷海域，屬深海底棲性魚類，棲息深度在水深800公尺，本魚體背褐色，腹側灰白，在身體的兩邊上有五個三角形的斑塊。腹鰭小，背鰭褐色的與臀鰭白褐色。胸鰭與腹鰭黃白色，背鰭軟條108枚；臀鰭軟條99枚；脊椎骨121個，體長可達31.5公分。

## 扩展阅读
維基物種上的相關：黑口蛇綿鳚